# Oldtimers (Bobbejaanland)
Oldtimers was een attractie in het Belgische pretpark Bobbejaanland en opende in 1978. Op een ijzeren spoorlijn reden antieke wagens waar vier personen plaats in konden nemen. De auto's reden door een grasvlakte die wat weg had van een park. In 1983 werden er in het park elektronisch aangestuurde dinosaurussen en oermensen bijgezet. Na sluiting van de attractie in 1991 werd het spoor van de betonnen fundering verwijderd en kon deze gebruikt worden als wandelpad langs de dinosauriërs en nieuw geplaatste picknickbankjes. Enkele van de dinosauriërs verhuisden tegelijkertijd naar de ingang van de Time Tunnel van de Texastrein. Voor seizoen 1999 werden de restanten van de Oldtimers verwijderd om plaats te maken voor wildwaterbaan El Rio.
Afbeeldingen